# Quercus
Quercus L., 1753 è un genere di piante appartenente alla famiglia delle Fagaceae, comprendente alberi comunemente chiamati querce. Le querce sono specie chiave in un'ampia gamma di habitat, dal mediterraneo alla foresta pluviale subtropicale.

## Etimologia
La parola latina quercus, da cui l'omologa italiana quercia (toscano querce), risale a una forma aggettivale (arbor) quercea, mentre molti dialetti italiani hanno una forma *cerqua (presente anche in vari toponimi toscani e laziali). Il francese chêne risale invece al gallico cassǎnus, l'italiano meridionale ha il tipo carrillo. Il greco presenta invece δρῦς drŷs "albero" e φήγος phḗgos "tipo di quercia", applicati anche ad altre specie botaniche.

## Descrizione

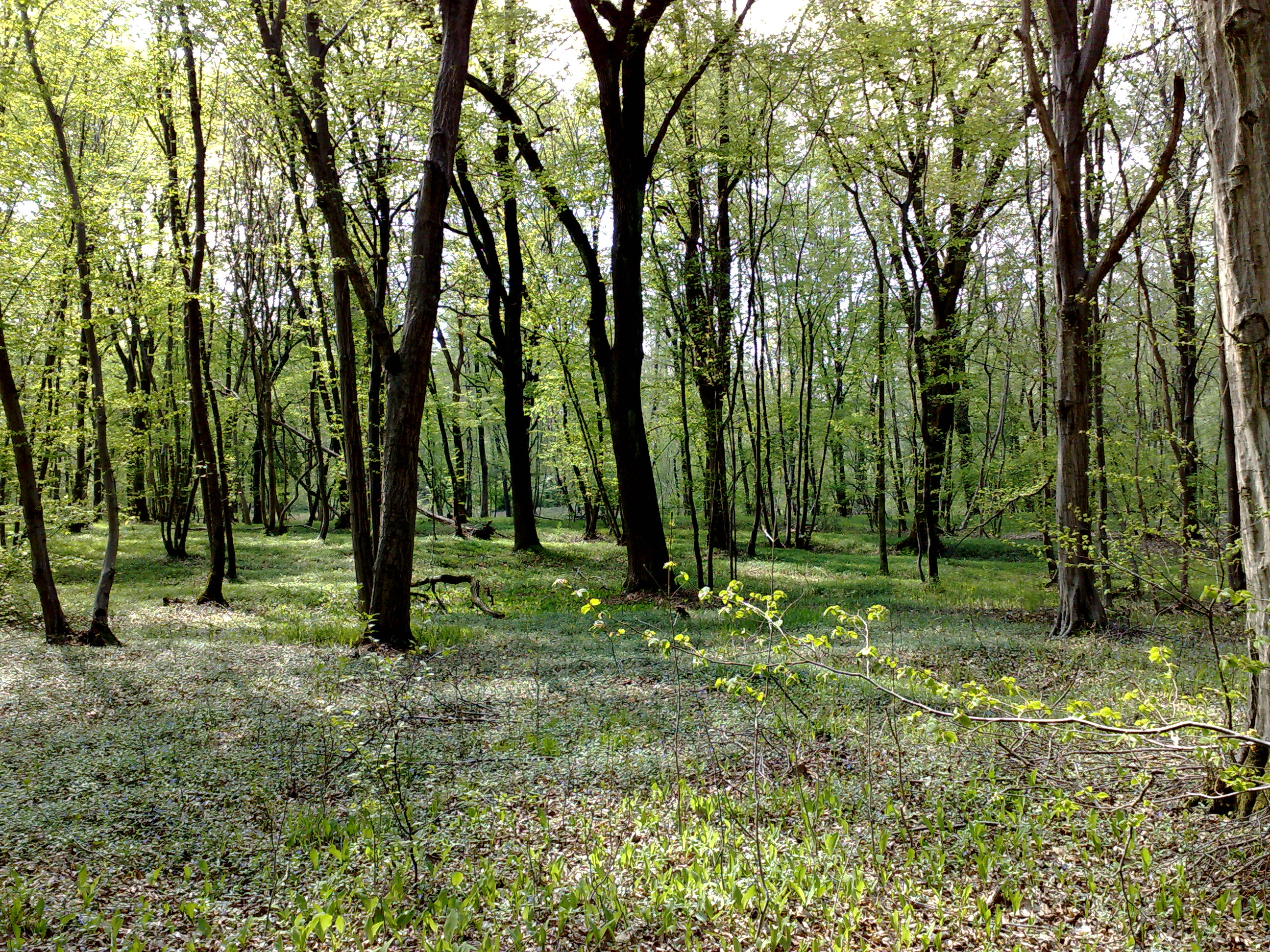
Bosco misto di farnia e carpino bianco (querco-carpineto - Parco naturale lombardo della Valle del Ticino)

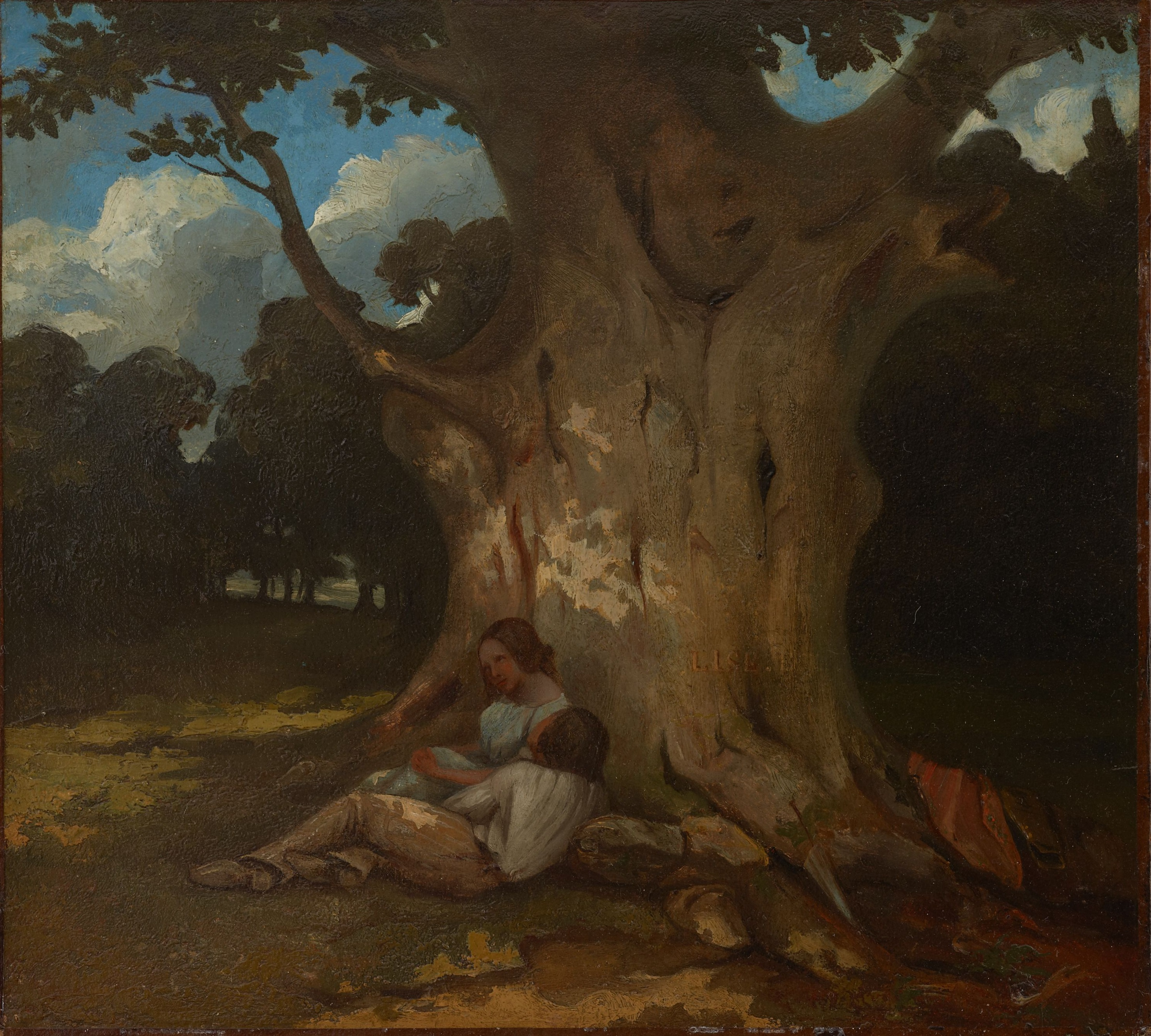
Gustave Courbet (1843)

Il genere Quercus comprende molte specie di alberi spontanei in Italia. In molti casi il portamento è imponente anche se ci sono specie arbustive-arboree (es. quercus coccifera). Le foglie, alterne, sono talvolta lobate, talvolta dentate e sulla stessa pianta possono avere forme differenti, per la differenza del fogliame giovanile rispetto a quello adulto.
Le querce hanno fiori unisessuali e sono piante monoiche, ovvero la stessa pianta porta sia i fiori maschili che quelli femminili. I fiori maschili sono riuniti in amenti di colore giallo, quelli femminili sono di colore verde. Il frutto è la ghianda.

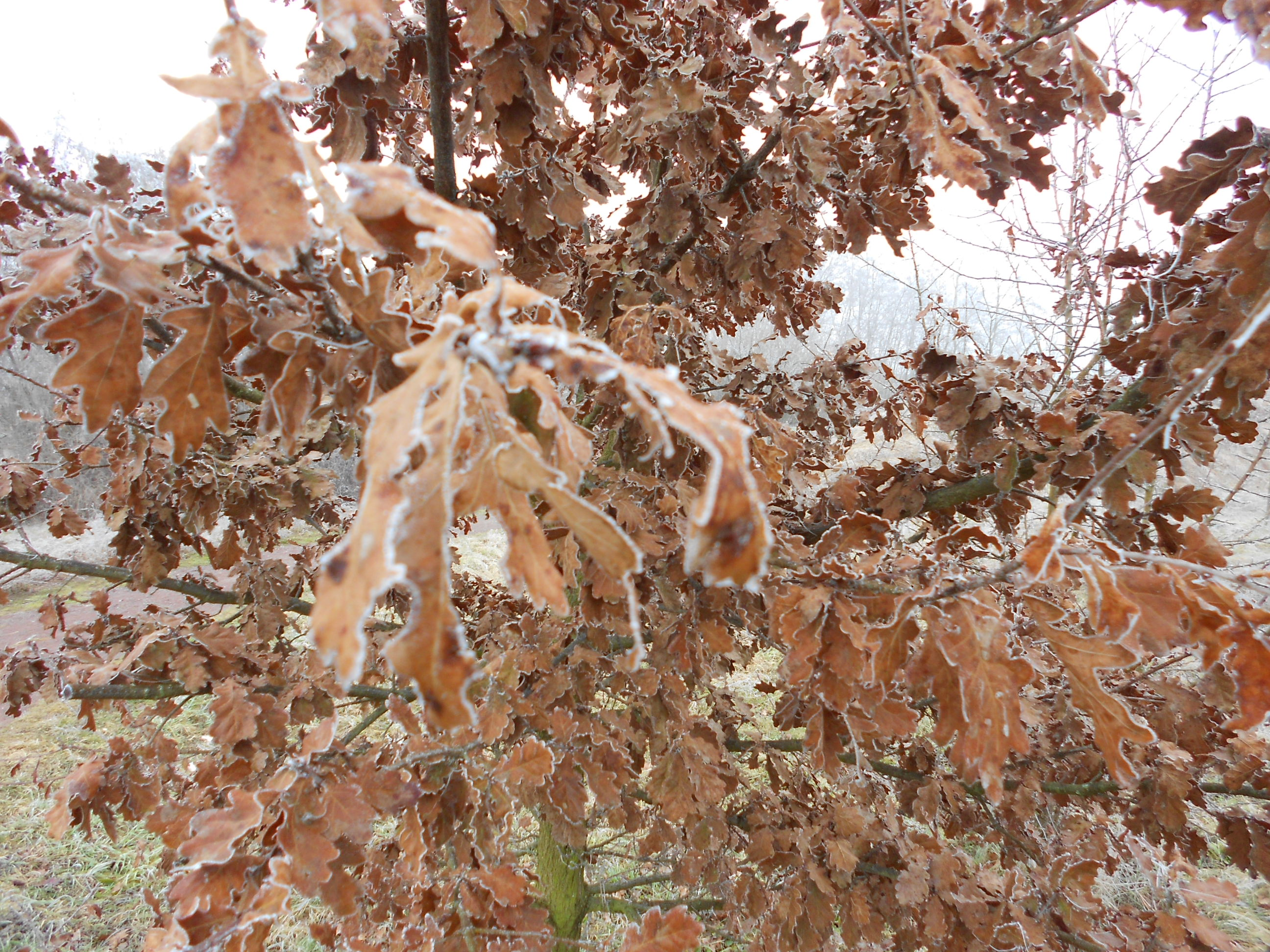
Una delle caratteristiche di alcune specie di querce decidue è che le foglie secche cadono alla fine dell'inverno e non in autunno

## Tassonomia
La classificazione più recente di Quercus divide il genere in due sottogeneri e otto sezioni. Queste divisioni sono basate sulla diversificazione evolutiva delle querce in due distinti gruppi (cladi): il clade "del Vecchio Mondo", che include le querce che si sono diversificate principalmente in Eurasia; e il clade "Nuovo Mondo", per le querce che si diversificarono principalmente nelle Americhe. 
Sono state riportate evidenze fossili di Quercus da depositi del tardo Cretaceo in Nord America e in Asia orientale, tuttavia questi non sono considerati definitivi. In un'indagine sulla documentazione fossile di Quercus infatti si è concluso che "le occorrenze pre-Paleogene e forse pre-Eocene di macroresti di Quercus sono generalmente rappresentate da fossili scarsamente conservati che mancano delle caratteristiche identificative necessarie per una certa identificazione e devono essere trattati con cautela".
Le più antiche testimonianze inequivocabili di Quercus sono il polline proveniente dell'Austria, risalente al confine Paleocene-Eocene, circa 55 milioni di anni fa. 
L'inquadramento tassonomico delle specie del genere Quercus era assai difficoltoso, in quanto sono frequenti i fenomeni di ibridazione tra specie che condividono lo stesso territorio, dando luogo ad individui dalle caratteristiche intermedie (ma talvolta anche molto diverse), che alcuni studiosi tendono a considerare nuove specie, mentre altri li ascrivono come sottospecie o varietà di specie già esistenti.
L'avvento delle tecniche molecolari per l'analisi filogenetica ha trasformato la comprensione delle relazioni tra le querce, inizialmente supportando a livello molecolare la divisione nei cladi del Vecchio e del Nuovo Mondo. Queste tecniche si sono rivelate molto utili nella risoluzione delle relazioni su scala fine tra le specie di querce, in particolare per i gruppi che ibridano facilmente.

## Distribuzione e habitat
Il genere Quercus è originario dell'emisfero settentrionale e comprende specie decidue e sempreverdi che si estendono dalle latitudini temperate fredde a quelle tropicali. L'areale del genere Quercus comprende buona parte dell'emisfero settentrionale, estendendosi dalla zona temperata a quella tropicale d'America, Europa, Nord Africa e Asia. 
L'America ha il maggior numero di specie di querce, con circa 160 specie in Messico, di cui 109 endemiche, e circa 90 negli Stati Uniti. La seconda più grande area di diversità delle querce è la Cina, con circa 100 specie.

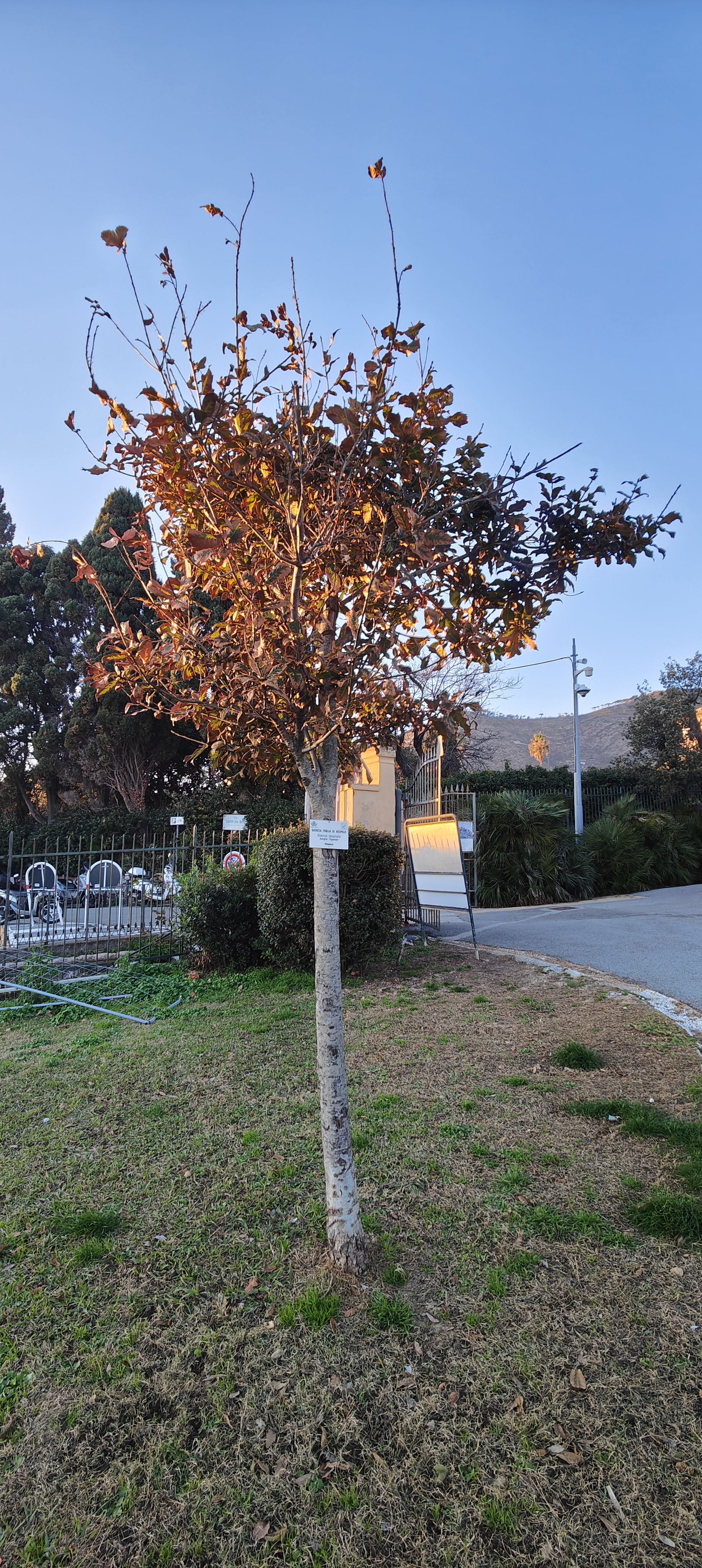
Esemplare giovane di Quercia "foglia di Nespolo" (Quercus rysophylla) originaria del Messico ai Parchi di Nervi. La pianta del gruppo delle Quercus Lobata può arrivare a 25 m; le foglie, lunghe sino 21 cm assomigliano a quelle del Nespolo del Giappone (Rhaphiolepis bibas e Eriobotrya Japonica). Ha ghiande biennali

In Europa durante l'ultima era glaciale le popolazioni di Quercus sono state confinate in tre zone rifugio situate in Spagna, in Italia e nei Balcani per poi ricolonizzare il territorio del continente europeo. Lo scienziato francese Antoine Kremer ha studiato, tramite il confronto dei dati genetici e dei dati palinologici dei pollini fossili delle due querce più diffuse in Europa, Quercus robur e Quercus petraea, le vie di colonizzazione intraprese dai vari lignaggi. I rilievi, in particolare le Alpi, hanno a volte rallentato o deviato l'avanzata, ma la traiettoria sud-nord è resa costantemente visibile. In questo modo le querce rifugiatesi nella penisola iberica e in Italia hanno colonizzato tutta la zona situata ad ovest lungo l'asse Tolosa-Colonia-Amsterdam, e in maniera esclusiva le isole britanniche. Le querce rifugiatesi nei Balcani sono progredite verso l'Europa orientale e la Russia. Dall'analisi palinologica è emerso un dato sorprendente che riguarda la velocità di questa progressione: in media le querce sono avanzate di 380 m all'anno, con punte massime di 500 m all'anno in certi periodi.

### Specie presenti in Italia

#### SottogenereQuercus, sezioneQuercus
Stili corti; ghiande mature in 6 mesi, dolci o leggermente amare; interno della cupola della ghianda glabro.
- Quercus frainetto (it.: farnetto), specie decidua a rapido accrescimento, comune al Centro-Sud, ha foglie più grandi delle altre querce italiane, lobi più profondi e margini paralleli.
- Quercus petraea (rovere), grande specie decidua, dal portamento regolare e chioma assai folta. Comune in tutte le regioni d'Italia (eccetto la Sardegna).
- Quercus pubescens (roverella), decidua e molto diffusa in Italia. Specie molto rustica, nelle zone settentrionali preferisce comunque zone protette dal freddo. Quercia decidua (ma spesso mantiene le foglie marroni anche d'inverno) di medie dimensioni a crescita molto lenta, vive in genere 200-300 anni ed è tipica dell'Europa centroccidentale. Alcuni esemplari possono raggiungere età molto più avanzate: la roverella che vegeta a Tricarico, in località Grottone, ha un'età stimata di 614 anni, un tronco di 6,43 metri di circonferenza e un'altezza di circa 20 metri; è inserita nell'elenco dei monumenti naturali (alberi padri) della regione Basilicata[12].
- Quercus pyrenaica (it: quercia dei Pirenei), specie decidua con foglie dal colore verde intenso e lobi profondi e stretti; si trova nelle zone più miti del Piemonte.
- Quercus robur (farnia), grande quercia decidua, più frequente nelle zone settentrionali e più rara al Sud, si differenzia dalla rovere soprattutto per i lunghi peduncoli delle ghiande, le foglie sessili e il portamento più irregolare. Alcuni autori consideravano Q. petraea, Q robur e Q. pubescens come tre sottospecie o varietà di un'unica specie.

#### SottogenereCerris, sezioneCerris
Stili lunghi, ghiande mature in 18 mesi, molto amare; interno della cupola della ghianda glabro o leggermente peloso.
- Quercus cerris (cerro), specie decidua a rapida crescita, originaria delle regioni sudorientali dell'Europa, ma molto presente anche in Italia grazie soprattutto alle estese foreste presenti in Appennino. È una pianta maestosa dalla chioma ovoidale, molto decorativa; il legname non è particolarmente pregiato rispetto alle altre querce nostrane, per via della mancata presenza di tannini che determina una scarsa resistenza alle avversità.
- Quercus gussonei (cerro di Gussone), deciduo ed endemico della Sicilia, è diffuso sul versante tirrenico dei Nebrodi e nel bosco della Ficuzza.
- Quercus suber (sughera), specie sempreverde dall'aspetto simile al leccio, è invece botanicamente più vicina al cerro. Poco tollerante verso il freddo preferisce le coste tirreniche e soprattutto la Sardegna; la corteccia è caratteristica e ricopre sia il tronco sia le maggiori ramificazioni; scortecciando periodicamente il tronco, si ricava il sughero che si riforma dopo qualche tempo.
- Quercus trojana (fragno), specie semi-sempreverde e arbustiva diffusa solo nella Murgia barese, nel Salento e in Basilicata.

#### SottogenereCerris, sezioneIlex
Stili lunghi, ghiande mature in 18 mesi, molto amare; interno della cupola della ghianda glabro o leggermente peloso.
- Quercus coccifera (quercia spinosa), diffusa solo in Liguria occidentale, Sicilia e Sardegna, sempreverde, a portamento arbustivo (non supera i 2 m d'altezza).
- Quercus ilex (leccio o elce), albero sempreverde maestoso, tipico delle zone submediterranee o mediterranee meno torride. Può raggiungere in condizioni ottimali i 20–30 m di altezza e si può trovare dalle macchie costiere fino in montagna (sull'Etna fino a 1800 m).

## Usi
Molteplici sono gli usi delle querce.

### Sughero
La quercia da sughero è comunemente coltivata in Italia, Francia, Spagna, Portogallo, Marocco, Algeria e Tunisia per la decorticazione e la produzione di sughero.

### Legname
I legnami più pregiati di quercia sono generalmente chiamati rovere senza distinguere tra le specie botaniche. In enologia si preferiscono le seguenti varietà:
- rovere di Francia (Q. petraea) con produzioni ad Allier, Argonne, Borgogna, Nevers, Alvernia (Tronçais) e sui Vosgi, con caratteristiche differenti da zona a zona ma comunque ben bilanciato in tannini e aromi;
- rovere del Caucaso (Q. petraea), del tutto simile a quello di produzione francese ma dal prezzo leggermente più basso;
- rovere di Slavonia (Q. robur), grana del legno media, medio livello di tannini e pochi aromi;
- rovere del Limosino (Q. robur), grana del legno grossa, molti tannini e pochi aromi; usato per lo chardonnay e il brandy;
- rovere del Portogallo (Q. garryana, d'origine americana); media grana del legno, buon aroma e prezzo molto economico.

### Usi terapeutici ed altri
La quercia possiede proprietà astringenti, emostatiche, antinfiammatorie, analgesiche del cavo orale. Utilizzato come decotto o infuso per lavarsi, diminuisce la sudorazione.
Sono piante visitate dalle api per la produzione di miele di melata. Nel medioevo i boschi di quercia erano sfruttati anche per l'allevamento brado dei maiali, che, riuniti in branchi, si cibavano delle ghiande cadute dagli alberi.

## La quercia in letteratura
È celebre la quercia sotto cui Torquato Tasso si riposava e leggeva durante il suo soggiorno a Roma. A questo proposito l'umorista Achille Campanile scrisse un racconto La quercia del Tasso, nella raccolta Manuale di conversazione.
Giovanni Pascoli scrisse il poemetto La quercia caduta, dove la morte della quercia è pretesto per un'allegoria dell'egoismo umano.
In Lo Hobbit di J. R. R. Tolkien il personaggio Thorin Scudodiquercia deve il suo soprannome al fatto che durante una battaglia passata, lo scudo di Thorin viene infranto e lui usa la sua ascia per tagliare il ramo di una quercia, usandolo poi per parare i colpi, guadagnando così l'appellativo di Scudodiquercia.

## Simbolismo

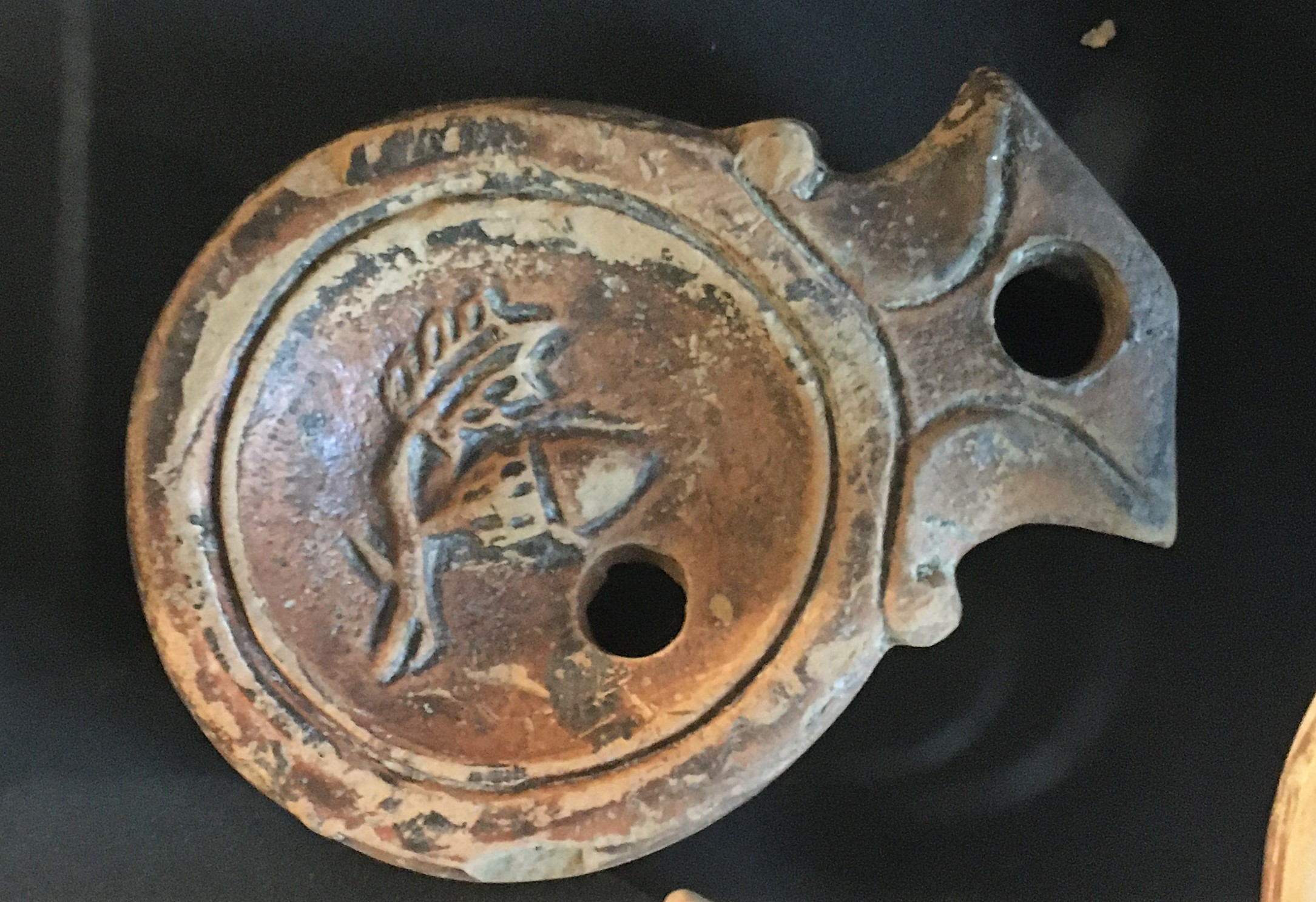
Lucerna romana con l'immagine di una ghianda, I secolo d.C., Pavia, Musei Civici

- Il ramo di quercia era per i romani simbolo di virtù, forza, coraggio, dignità e perseveranza. Esso è sempre stato il simbolo della forza, della virilità e del valore in campo militare, come il ramo d'ulivo è simbolo della pace (entrambi compaiono nell'emblema della Repubblica Italiana).
- La quercia è stato il simbolo del Partito Democratico della Sinistra e poi dei Democratici di Sinistra.
- La quercia è anche il simbolo del re degli dei, Zeus o Giove.

## Numismatica
Un ramoscello di quercia è effigiato sulla moneta da un centesimo di euro della Germania.